# Heinrich Albrecht von Köller
Heinrich Albrecht von Köller (* 1704 in Reckow, Kreis Cammin; † 14. Februar 1761 in Köslin) war ein preußischer Major. 

## Leben
Heinrich Albrecht von Köller war Angehöriger pommerschen Adelsgeschlechts von Köller. 

### Laufbahn
Köller trat 1722 in preußische Dienste, war Kadett und ging 1728 als Fähnrich ins Infanterieregiment „Anhalt“. Er avancierte 1731 zum Sekondeleutnant und 1736 zum Premierleutnant, 1741 weiter zum Stabskapitän und noch im selben Jahr am 24. Oktober zum wirklichen Kapitän. 
Seine weitere Laufbahn war von einer Eingabe vom 23. September 1754 an den König überschattet, in der er zum Ausdruck brachte, dass er sich in der Reihenfolge der Beförderung übergangen fühlte. Der König wies die Eingabe zurück, blieb Köller dennoch geneigt und versetzte ihn am 18. Oktober 1756 als Major zum ehemals sächsischen Infanterieregiment „Loen“. Gleichzeitig erhielt er das Kommando über ein Grenadier-Bataillon, welches aus den Grenadierkompanien der Regimenter „Horn“ und „Plothow“ zusammengesetzt war. Mit diesem Bataillon agierte er während des Siebenjährigen Krieges vor allem gegen die Schweden in Pommern, wobei er sehr erfolgreich war. Für seinen Einsatz erhielt er am 9. Januar 1761 den Orden Pour le Mérite. Er starb nach der erfolgreichen Einnahme von Köslin an einer Schussverletzung oder an einem Schlaganfall. 
Von 1740 bis 1750 war Köller Erbherr auf Görke im Kreis Greiffenberg. Bereits 1746 übernahm er das Lehngut Reckow d.

### Familie
Heinrich Albrecht war mit Juliane Elisabeth, geborene von Köller aus dem Hause Reckow, vermählt, mit der er eine Tochter hatte. Abweichend davon wird behauptet, dass seine Gattin eine geborene von Körbener aus Dessau gewesen sei.